# Teen Wolf (6.ª temporada)
A sexta de Teen Wolf, série americana de drama sobrenatural desenvolvida por Jeff Davis e vagamente baseada no filme de 1985 com o mesmo nome, foi renovada oficialmente em 9 de julho de 2015, e estreou em 15 de novembro de 2016.
Ao contrário da temporada anterior, em vez de contar uma única história, a temporada será dividida em dois arcos de 10 episódios cada, seguindo o mesmo formato da terceira temporada. Em 21 de julho de 2016, foi anunciado na Comic-con que a sexta temporada de Teen Wolf seria a última.

## Sinopse
Scott, Stiles, Lydia, Malia e o resto do "bando" estão retornando às aulas em Beacon Hills, para o segundo e último semestre do último ano escolar do ensino médio. Com todo mundo se sentindo um pouco emocional e ansioso por estarem perto da graduação, não há como não pensar em uma eminente separação. Mas o seu último semestre na escola não vai passar sem problemas, agora o "bando" terá que lidar com os recorrentes desaparecimentos sem explicação que ocorrem na cidade, enquanto se veem em meio a uma antiga lenda, a "Caçada Selvagem", que traz consigo os Cavaleiros Fantasmas, e fora a isso Scott, Lydia e Malia também precisam desvendar o mistério sobre "quem ou o que é Stiles".
Após esse ocorrido, o grupo têm que lidar com um monstro misterioso que conseguiu escapar da "Caçada Selvagem", para o qual as pessoas que olharem viram pedra.

## Elenco e personagens

### Regular
- Tyler Posey como Scott McCall[6] (20 episódios)
- Holland Roden como Lydia Martin[6] (20 episódios)
- Shelley Hennig como Malia Tate[7] (20 episódios)
- Dylan Sprayberry como Liam Dunbar[6] (19 episódios)
- Linden Ashby como Xerife Noah Stilinski[8][9] (16 episódios)
- Melissa Ponzio como Melissa McCall[9][10] (14 episódios)
- J.R. Bourne como Chris Argent[9][10] (10 episódios)

### Recorrente
- Seth Gilliam como Dr. Alan Deaton[11]
- Orny Adams como Robert "Bobby" Finstock
- Ian Bohen como Peter Hale[3]
- Ryan Kelley como Jordan Parrish[12]
- Khylin Rhambo como Mason Hewitt[6]
- Susan Walters como Natalie Martin
- Cody Christian como Theodore "Theo" Raeken (12 episódios) [3]
- Dylan O'Brien como Stiles Stilinski[6]
- Victoria Moroles como Hayden Romero[6]
- Michael Johnston como Corey Bryant[6]
- Ross Butler como Nathan Pierce
- Alisha Boe como Gwen[13]
- Gabrielle Elyse como Jayden[13]
- Pete Ploszek como Garrett Douglas[14]
- Matthew Del Negro como Rafael McCall[15]
- Cody Saintgnue como Brett Talbot[16]
- Joey Honsa como Claudia Stilinski
- Tamlyn Tomita como Noshiko Yukimura
- Claire Bryétt Andrew como Sydney
- Lily Bleu Andrew como Lori Rohr
- Luwam Mikael como Phoebe
- Sibongile Mlambo como Tamora Monroe
- Michael Hogan como Gerard Argent
- Froy Gutierrez como Nolan
- Andrew Matarazzo como Gabe
- Gideon Emery como Deucalion
- Lucy Loken como Quinn
- Rhenzi Feliz como Aaron
- Casey Deidrick como Halwyn
- Ellery Sprayberry como Tierney
- Brandon Soo Hoo como Jiang
- Jill Wagner como Kate Argent

- Dylan O'Brien como Stiles Stilinski (Regular: 3 episódios / Convidado: 2 Episódios)

- Tyler Hoechlin como Derek Hale (Convidado Especial)

- Colton Haynes como Jackson Whittemore (Convidado Especial)

- Charlie Carver com Ethan Steiner (Convidado Especial)

## Episódios
| No. geral | No.     | Título                           | Diretor(es)      | Escritor(es)                              | Exibição               | Audiência (em milhões) |
| Parte 1 | Parte 1 | Parte 1                          | Parte 1          | Parte 1                                   | Parte 1                | Parte 1                |
| --- | ------- | -------------------------------- | ---------------- | ----------------------------------------- | ---------------------- | ---------------------- |
| 81 | 1       | ""Memory Lost "Memória perdida"" | Tim Andrew       | Lindsay Jewett Sturman                    | 15 de novembro de 2016 | 0.57                   |
| Scott, Stiles, Lydia, e Malia estão se preparando para seu último ano no colegial. Liam e Hayden encontram um garoto chamado Alex, cujos pais foram raptados por um homem desconhecido que montava um cavalo. Scott, Stiles, Liam e Mason resolvem ir à casa de Alex procurar por pistas e descobrem que não há nenhuma prova da existência dos pais do garoto na casa. Stiles vê o homem que levou os pais de Alex, e todos os pertences de Alex também desaparecem. Lydia e Stiles deduzem que os homens a cavalo são Cavaleiros Fantasmas, parte do conto mítico da "Caçada Selvagem", qualquer um que vê-los está fadado a desaparecer. Apesar de ser mantido na delegacia com o xerife, Alex é levado pelos Cavaleiros e apagado. Liam, Mason e Hayden encontram um corpo morto de um aluno do ensino médio. Scott e Stiles vão para a escola, e Stiles percebe que ele é o próximo alvo, pois viu um dos Cavaleiros. Todos começam a esquece-lo, exceto Lydia, e antes de ser lavado por um dos Cavaleiros, Stiles diz a Lydia para encontrar uma maneira de se lembrar dele. No dia seguinte, é evidente que Lydia também se esqueceu de Stiles. |         |                                  |                  |                                           |                        |                        |
| 82 | 2       | "Superposition"                  | JD Taylor        | Mark H. Kruger                            | 22 de novembro de 2016 | 0.41                   |
| Mason e Corey veem os Cavaleiros Fantasmas sequestrando um estudante na biblioteca da escola, e Corey descobre que ele pode ver os Cavaleiros quando está invisível; no entanto, eles esquecem do estudante sequestrado após ele ser apagado, e só lembram que viram os Cavaleiros. Scott, Lydia e Malia começam a ter alucinações e memórias subconscientes ligadas a Stiles. É revelado que a mãe de Stiles, Claudia, está de alguma forma viva como resultado contrário de Stiles ter sido apagado. Liam e Mason usam os poderes de Corey para recuperar um crachá de identificação do aluno desaparecido, que os ajuda a se lembrar do garoto. Scott, Lydia, Malia e Deaton deduzem que a Caça Selvagem não apenas leva as pessoas mas também os apaga da realidade. Com a ajuda de Deaton, Lydia inconscientemente escreve a palavra Mischief várias vezes em um papel, que vista de outro ângulo mostra o nome Stiles, mas não se lembra quem ele é. |         |                                  |                  |                                           |                        |                        |
| 83 | 3       | "Sundowning"                     | David Daniel     | Will Wallace                              | 29 de novembro de 2016 | 0.43                   |
| Sr. Douglas, o novo professor na escola de Beacon Hills, revela-se como o lobisomem Alfa nazista que escapou dos Médicos do Medo. Ele mata várias pessoas com sua mordida e abre seus crânios para comer suas glândulas pineais, fazendo com que Chris Argent volte para a cidade e recrute Melissa para uma investigação a fim de encontrar o responsável pelos assassinatos. Enquanto isso, Hayden encontra uma estudante chamada Gwen, cuja irmã foi raptada pelos Cavaleiros Fantasmas. Presumindo que Gwen poderia ser o próximo alvo dos Cavaleiros, Liam, Mason, Corey e Hayden fazem uma festa na casa de Scott em uma tentativa de mantê-la segura dos Cavaleiros, porém eles acabam aparecendo na festa. Corey então usa seu poder para tornar um deles visível, permitindo que Liam possa lutar contra o Cavaleiro. Parrish aparece e confronta o Cavaleiro, que desaparece sem atacá-lo. Em outro lugar, Scott, Lydia e Malia rastreiam o pai do xerife Stilinski, Elias, que quando jovem era chamado de Stiles. Elias acaba por ter demência mas revela lembrar-se de Stiles, seu neto. Scott e Liam percebe que todos os estudantes que viram os Cavaleiros Fantasmas na festa agora são alvos da Caça Selvagem.                                        |         |                                  |                  |                                           |                        |                        |
| 84 | 4       | "Relics"                         | Tim Andrew       | Eric Wallace                              | 6 de dezembro de 2016  | 0.51                   |
| Lydia continua investigando Stiles, agora à procura de algum tipo de "relíquia" que ele possa ter deixado para trás. Ela tenta investigar a casa do xerife Stilinski, mas Claudia impede. Scott, Liam e os outros tentam proteger todos que viram os Cavaleiros Fantasmas na festa, levando-os para um galpão subterrâneo de Chris; no entanto, quatro dos adolescentes, incluindo Gwen, estão participando de um jogo de lacrosse na escola. Scott, Liam e Corey vão ao jogo para protegê-los, enquanto Chris e Malia guardam o galpão, e Mason deduz que Parrish pode ser capaz de parar os Cavaleiros. Os Cavaleiros então aparecem no jogo e conseguem sequestrar e apagar várias pessoas, incluindo Gwen. Parrish confronta um deles e é baleado, mas sobrevive. Um dos adolescentes no galpão, Nathan, tenta escapar e acaba deixando os Cavaleiros entrarem no galpão e eles acabam por levar todos. Lydia e Melissa investigam os registros médicos de Claudia, que mostram que ela não teve filhos mas de alguma forma sobreviveu milagrosamente a uma demência fronto temporal. É revelado que a "relíquia" que Stiles deixou é seu jipe, que ainda está no estacionamento da escola.                                                                        |         |                                  |                  |                                           |                        |                        |
| 85 | 5       | "Radio Silence"                  | Russell Mulcahy  | Ross Maxwell                              | 13 de dezembro de 2016 | 0.55                   |
| Depois de ter sido sequestrado, Stiles se encontra em uma estação de trem abandonada com outros também apagados pelos Cavaleiros Fantasmas. Na estação, Stiles encontra Peter Hale, que revela ter sido apagado pelos Cavaleiros depois de ter escapado da Eichen House. Stiles e Peter veem outro prisioneiro tentando escapar através de uma fenda mágica criada pelos Cavaleiros mas a barreira acaba incinerando o garoto. Stiles e Peter então tentam usar um rádio que encontraram na estação de trem para entrar em contato com amigos de Stiles mas a tentativa acaba mal sucedida. Enquanto isso, Scott, Lydia e Malia encontram o jipe de Stiles no estacionamento da escola e Lydia deduz que poderia pertencer a Stiles. Peter consegue finalmente atravessar a fenda mágica e voltar à realidade mas acaba se queimando gravemente no processo, sobrevivendo apenas devido à sua capacidade de se curar. Scott e Malia encontram Peter e se lembram de quem ele é, e percebem que o tinham esquecido também. Stiles usa o intercomunicador novamente e é capaz de contatar Scott e Lydia através do rádio em seu jipe e diz a seus amigos para encontrarem "Canaã", uma das cidades listadas na estação de trem.                                          |         |                                  |                  |                                           |                        |                        |
| 86 | 6       | "Ghosted"                        | Russell Mulcahy  | Angela L. Harvey                          | 3 de janeiro de 2017   | 0.45                   |
| Lydia tem uma visão de uma cidade chamada Canaã na década de 1980, onde os moradores desapareceram em nuvens de fumaça verde. Lydia, Scott e Malia procuram pela cidade e ao encontrá-la percebem que trata-se de uma cidade fantasma, toda sua população foi levada pelos Cavaleiros Fantasmas. Malia e Scott começam a sofrer alucinações devido a energia sobrenatural presente na cidade e acabam seguindo um menino que os conduz à casa de Lenore, uma banshee e única residente restante de Canaã. Lenore usa seus poderes para aprisionar os três e abrigá-los a serem companheiros de brincadeira para o menino, que é revelado ser o fantasma de seu filho morto, Caleb, inconscientemente convocado por Lenore para preencher o vazio em sua vida. Caleb quase mata Scott e Malia afogados mas Lydia consegue convencer Lenore a libertá-los. Em Beacon Hills, Melissa consegue curar Chris, que foi envenenado pelo chicote de um dos Cavaleiros Fantasmas, com uma mistura de sete ervas mágicas. Liam e Hayden elaboram um plano para lutar contra os Cavaleiros, e usando a espada de Kira (dada por sua mãe), Liam liberta Theo de sua prisão no subsolo.                                                                                              |         |                                  |                  |                                           |                        |                        |
| 87 | 7       | "Heartless"                      | Kate Eastridge   | Antoinette Stella                         | 10 de janeiro de 2017  | 0.43                   |
| Scott e Malia se recusam a confiar em Theo mas Liam os convence a dar-lhe uma chance. Lydia teoriza que Claudia é um fantasma conjurado pelo xerife Stilinski para preencher o vazio em sua vida criado pelo esquecimento de Stiles. Com a ajuda de Theo, o bando é capaz de capturar um Cavaleiro Fantasma usando uma jaula especialmente projetada. Eles tentam interrogá-lo mas não conseguem resultados e Mason deduz que o Cavaleiro Fantasma na festa estava tentando falar com Parrish. Malia e Melissa curam as queimaduras de Peter em troca de sua ajuda para encontrar a localização da fanda onde são mantidas as pessoas levadas pela Caçada Selvagem. Parrish é capaz de se comunicar com o Cavaleiro, mas de alguma forma seu lado Cão do Inferno é desencadeado e ele tenta libertar o Cavaleiro. Scott e Liam tentam afastar Parrish da jaula, enquanto o Sr. Douglas usa a distração para entrar no prédio, dominar Theo e depois matar o Cavaleiro e comer sua glândula pineal. Lydia e o xerife Stilinski encontram o antigo quarto de Stiles atrás de uma parede na casa da família Stilinski. Douglas ataca Corey usando o chicote do Cavaleiro Fantasma e faz com que ele desapareça.                                                           |         |                                  |                  |                                           |                        |                        |
| 88 | 8       | "Blitzkrieg"                     | Joseph P. Genier | Will Wallace                              | 17 de janeiro de 2017  | 0.44                   |
| O Sr. Douglas tenta obrigar Chris e Melissa a ajudá-lo a encontrar Parrish, mas eles se recusam, e são apagados por Douglas, que está em posse do chicote de um dos Cavaleiros Fantasma. Theo explica que Douglas era um capitão nazista interessado no ocultismo e que queria tomar o controle dos Cavaleiros Fantasmas e usá-los como seu próprio exército sobrenatural. Enquanto Scott, Lydia e Malia descobrem uma fenda mágica no subterrâneo mas não conseguem atravessá-la. Os Cavaleiros invadem a delegacia e apagam Mason e Hayden mas Liam consegue escapar. Douglas consegue encontrar Parrish, e usa seus poderes para controlá-lo, obrigando-o a abrir a fenda mas Scott, Lydia, Malia tentam o impedir, porém fracassam, e o Sr. Douglas e Parrish atravessam, deixando-os para trás. Dois Cavaleiros aparecem e confrontam Scott e Malia mas Peter intervém e se sacrifica para ajudá-los a escapar e acaba sendo apagado. O xerife Stilinski recupera suas memórias de Stiles e percebe que Claudia está morta, o que faz com que seu espírito desapareça. Scott, Lydia, Malia, Liam, Theo e o xerife Stilinski são as únicas pessoas que ficaram em Beacon Hills. No entanto, Scott descobre uma forma de abrir uma nova fenda, lembrando de Stiles. |         |                                  |                  |                                           |                        |                        |
| 89 | 9       | "Memory Found"                   | Tim Andrew       | Mark H. Kruger & Antoinette Stella        | 24 de janeiro de 2017  | 0.49                   |
| O bando tenta trazer Stiles de volta sem precisar ir até a prisão dos Cavaleiros Fantasmas, (após o Xerife se lembrar de tudo sobre seu filho, por alguns instantes ele achou que viu Stiles através de um portal) eles então percebem que a chave para salvar Stiles parece estar em lembrar-se dele. Enquanto Liam e Theo agem como distração, Scott, Lydia e Malia executam um plano desesperado para tentar lembrar de Stiles. |         |                                  |                  |                                           |                        |                        |
| 90 | 10      | "Riders on the Storm"            | Russell Mulcahy  | Lindsay Jewett Sturman & Joseph P. Genier | 31 de janeiro de 2017  | 0.45                   |
| Com Stiles e o resto da cidade de volta a Beacon Hills. Scott, Stiles, Lydia e Malia tentam desviar o trem que irá levar todos da cidade, para serem parte do exército sobrenatural do Sr. Douglas e salvar os moradores da cidade. Liam, Hayden e Mason tentam salvar Corey, que foi usado pelo Douglas como âncora para unir as duas dimensões, a de Beacon Hills e a dos Cavaleiros. Após se reencontrarem, Lydia e Stiles se beijam, Chris salva Melissa e ela o beija. Após uma longa batalha Scott e seu bando conseguem desviar o trem e salvar Beacon Hills dos planos malignos do Sr. Douglas, que após uma reviravolta foi transformado em um Cavaleiro. A cidade volta ao normal, Scott, Stiles e Lydia se despedem do ensino médio e se encaminham para a sua nova jornada universitária. |         |                                  |                  |                                           |                        |                        |
| Parte 2 |         |                                  |                  |                                           |                        |                        |
| 91 | 11      | "Said the Spider to the Fly"     | Russell Mulcahy  | Adam Karp                                 | 30 de julho de 2017    | 0.52                   |
| 92 | 12      | "Raw Talent"                     | Tim Andrew       | Brian Millikin                            | 6 de agosto de 2017    | 0.47                   |
| 93 | 13      | "After Images"                   | Tyler Posey      | TBA                                       | 13 de agosto de 2017   | TBD                    |
| 94 | 14      | "Face-to-Faceless"               | Linden Ashby     | TBA                                       | 20 de agosto de 2017   | TBD                    |
| 95 | 15      | "Pressure Test"                  | TBA              | TBA                                       | 20 de agosto de 2017   | TBD                    |
| 96 | 16      | "Triggers"                       | Eric Wallace     | TBA                                       | 3 de setembro de 2017  | TBD                    |
| 97 | 17      | "Werewolves of London"           | TBA              | TBA                                       | 10 de setembro de 2017 | TBD                    |
| 98 | 18      | "Genotype"                       | TBA              | TBA                                       | 17 de setembro de 2017 | TBD                    |
| 99 | 19      | "Broken Glass"                   | TBA              | TBA                                       | 17 de setembro de 2017 | TBD                    |
| 100 | 20      | "The Wolves of War"              | TBA              | Jeff Davis                                | 24 de setembro de 2017 | TBD                    |

## Produção
A sexta temporada de Teen Wolf foi renovada em 9 de julho de 2015 e contará com um arco de 20 episódios. Em vez de contar uma única história, a temporada será dividida em dois arcos, cada um de 10 episódios. As filmagens para a temporada começaram em 22 de fevereiro de 2016.
Em 11 de abril de 2016, Arden Cho anunciou que não retornaria para a sexta temporada. A temporada contará com os novos personagens recorrentes: Ross Butler como Nathan e Pete Ploszek como Garrett Douglas. Sibo Mlambo irá se juntar a série como o novo professor e conselheiro do colégio de Beacon Hills.
Em março de 2016, Dylan O'Brien sofreu um grave acidente durante as gravações de Maze Runner: A Cura Mortal, tendo que interromper as gravações do filme. Apesar de tudo, nada disso se conecta com o progresso dessa temporada de Teen Wolf. Após meses ausente, Dylan O'Brien retornou no dia 15 de julho ao set de gravações para dar continuidade às filmagens, confirmando assim sua presença na temporada.
O ator Tyler Posey irá dirigir o décimo terceiro episódio da temporada, estreando sua primeira vez como diretor de um episódio de Teen Wolf. O ator Linden Ashby irá dirigir o décimo quarto episódio da temporada, estreando também sua primeira vez como diretor de um episódio de Teen Wolf.

## Recepção da Crítica
O site agregador Rotten Tomatoes relataram um índice de aprovação de 83% e uma classificação média de 6,95 / 10 para a sexta temporada, baseado em 12 comentários. O consenso dos críticos do site diz: "A lua cheia termina seu ciclo lunar nesta temporada final em ritmo acelerado, levando Teen Wolf a uma conclusão narrativamente confusa, mas emocionalmente satisfatória".